# Lonchocarpus nudiflorens
Lonchocarpus nudiflorens är en ärtväxtart som beskrevs av Arturo Erhardo Erardo Burkart. Lonchocarpus nudiflorens ingår i släktet Lonchocarpus och familjen ärtväxter. Inga underarter finns listade i Catalogue of Life.